# Tipo de dato elemental
Se llama tipo primitivo o tipo elemental a los tipos de datos originales de un lenguaje de programación, esto es, aquellos que nos proporciona el lenguaje y con los que podemos (en ocasiones) construir tipos de datos abstractos y estructuras de datos.
Generalmente ejemplos de tipos primitivos son:
- Char (Carácter)
- Int (Entero)
- Float (Real - Coma flotante)

Otros tipos de datos que pueden ser considerados primitivos ya que la mayoría de lenguajes de programación así los proporcionan (aunque no todos) son:
- Booleano (Lógico: Verdadero, Falso)
- Puntero (Dirección de memoria - Int)

- Datos: Q1188648